# Rand McNally

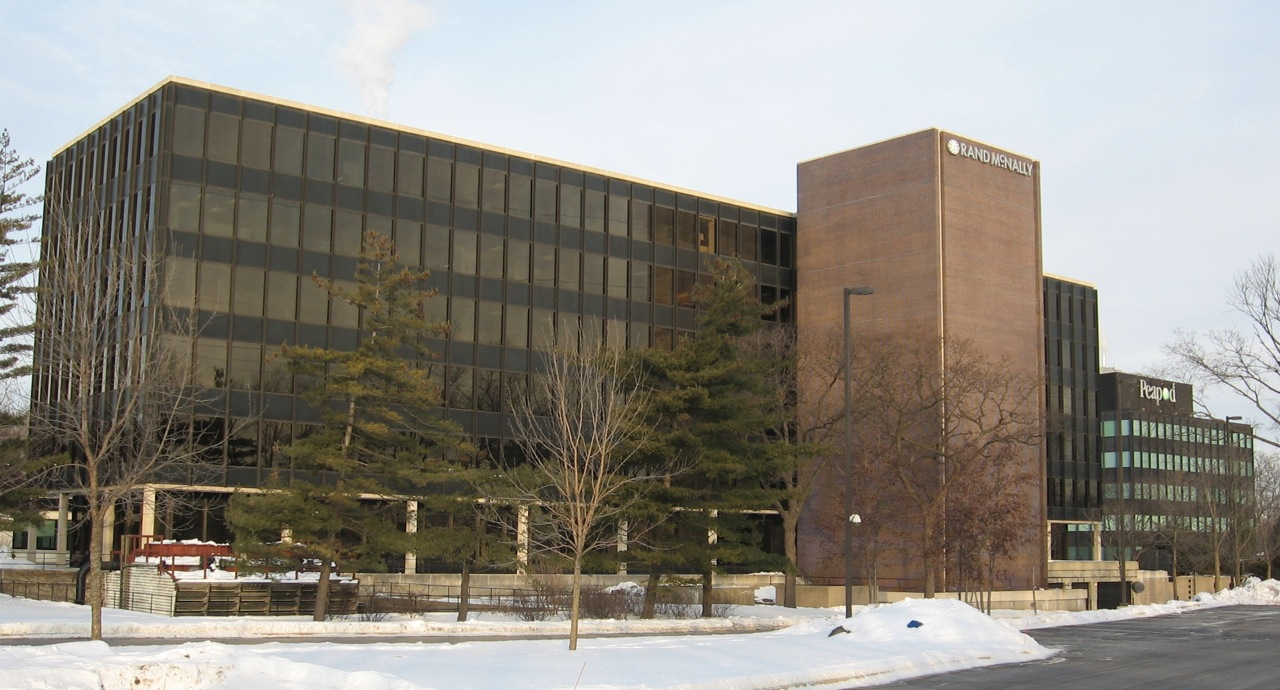
Het hoofdkantoor van Rand McNally in Skokie.

Rand McNally is een Amerikaanse uitgeverij voor kaarten, atlassen en globes. In 1856 opende William Rand een drukwinkel in Chicago, waarmee hij de voorloper van Rand McNally oprichtte. In december 1872 verscheen de eerste Rand McNally kaart. Toen het bedrijf in 1952 te groot werd voor zijn kantoren in Chicago verhuisde het zijn hoofdkantoor naar Skokie.